# Rancho Santa Margarita
Rancho Santa Margarita est une municipalité américaine du Comté d'Orange, en Californie. Au recensement de 2014, Rancho Santa Margarita comptait 47 853 habitants.

## Démographie
| 1990   | 2000   | 2010   | - | - | - |
| ------ | ------ | ------ | - | - | - |
| 11 390 | 47 214 | 47 853 | - | - | - |